# Kongamato
 (février 2010).

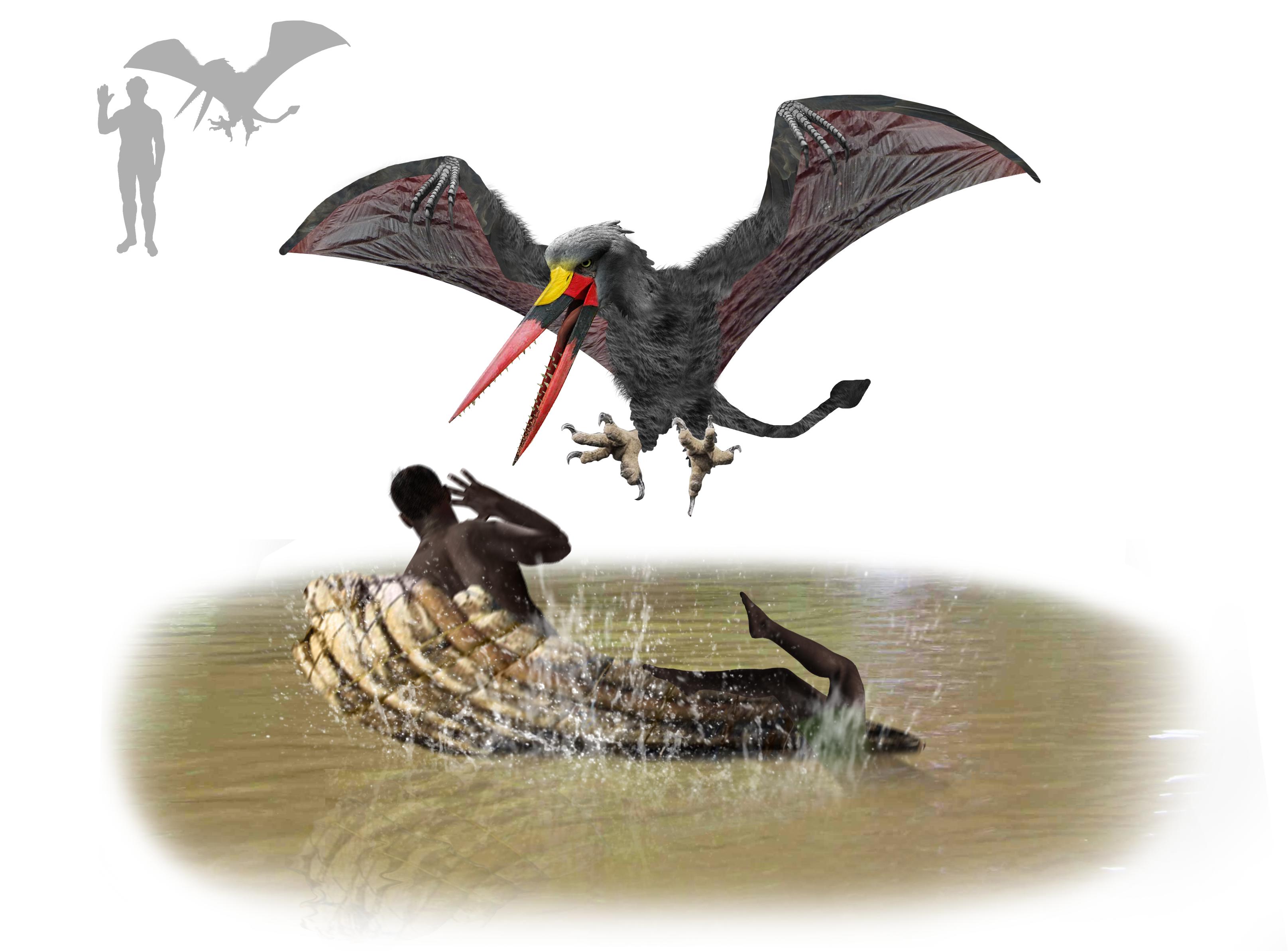
Kongamato vue d'artiste.

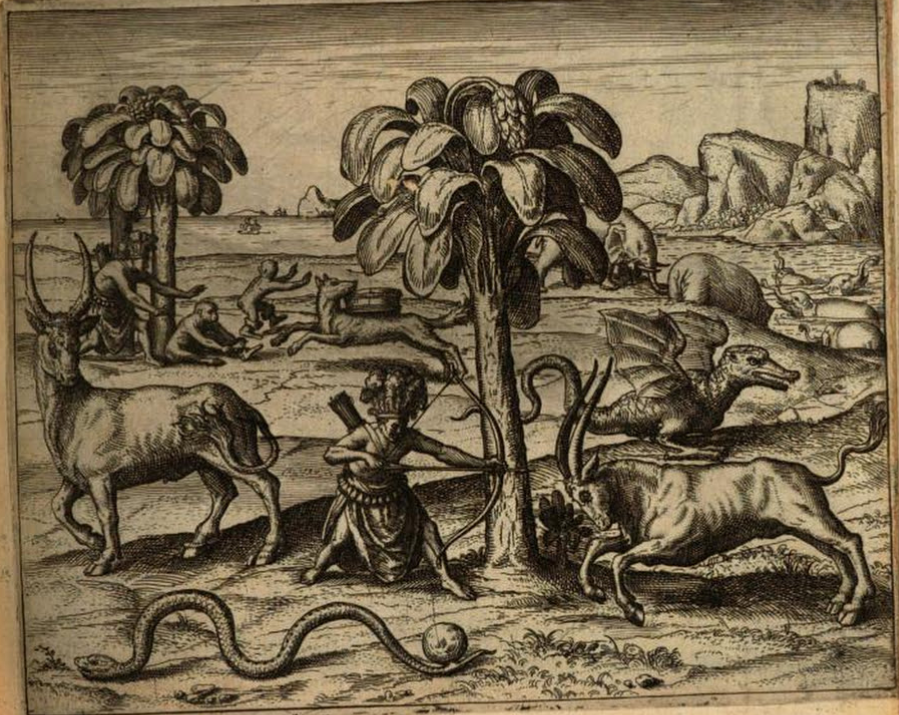
Illustration figurant dans l'édition allemande de 1597 de l'ouvrage de Pigafetta sur le royaume du Congo et ses alentours. Un dragon est représenté à droite.

Le kongamato ou Nkonga-mato (signifiant en kaonde :« casse-bateaux ») est un prétendu volatile semblable à un ptérosaure qui vivrait dans les marais de Jiundu, au nord-ouest de la Zambie. Cependant, sa présence aurait également été signalée dans d'autres pays d'Afrique.

## Première mention
Comme beaucoup d'autres cryptides africains, le kongomato n'est signalé qu'à partir du début du XXe siècle. Mais dès 1591, dans son livre sur le royaume du Congo, l'explorateur et historien italien Filippo Pigafetta rapporta que d'après les dires d'Odoardo Lopez, un navigateur portugais : 
« Il y a aussi d'autres animaux, de la taille du mouton, qui ont des ailes et une queue, comme celles des dragons. Ils ont le museau allongé et garni de dents de diverses sortes, et ils mangent de la viande crue. Leur couleur est bleu azur et vert, et leur peau a l'air d'être couverte d'écaillés. Ils ont deux pattes. Les Noirs païens ont coutume de les adorer comme des dieux, et il arrive encore de nos jours qu'on en voie certains, conservés par eux à titre de merveille. (...) Ils sont très rares (...). »
En 1923, un fonctionnaire anglais nommé Frank Melland publia un livre intitulé In witchbound Africa, dans lequel il raconte l'histoire suivante : au cours d'un voyage en Rhodésie du Nord (actuelle Zambie), il aurait constaté que les membres de la tribu des Kaonde avaient recours à un prétendu charme magique pour se protéger des attaques d'un énorme oiseau appelé kongamato. Il leur aurait alors demandé des précisions au sujet de cet animal, et les indigènes lui auraient répondu qu'il ne s'agissait pas vraiment d'un oiseau, mais plutôt « [d']un lézard avec des ailes membraneuses comme une chauve-souris ». Melland aurait alors eu l'idée de montrer un livre sur les dinosaures aux natifs, et ces derniers auraient désigné l'image d'un ptérodactyle comme étant le kongamato.

## Aspect général
Le kongamato est décrit comme possédant un long bec garni de dents et une peau glabre semblable à du cuir (c'est pourquoi ses ailes sont souvent comparées à celles d'une chauve-souris). La couleur de sa peau varie selon les témoignages : elle serait rouge selon certains témoins, mais d'autres affirment qu'elle serait noire. La créature aurait également une longue queue, dont elle se servirait comme d'un gouvernail lorsqu'elle est en vol. Son envergure irait d'un mètre vingt à deux mètres dix,.

## Hypothèses
L'identité du kongamato est l'objet de vives controverses parmi les cryptozoologues. Certains y voient un ptérosaure survivant de la préhistoire, tandis que d'autres pensent qu'il s'agit simplement d'une chauve-souris de grande taille,.

## Canulars
L'existence hypothétique du kongamato a donné lieu à des canulars :
- en 1953, l'explorateur belge Stany publie un ouvrage autobiographique intitulé Loin des sentiers battus, dans lequel il mentionne le kongamato ; cependant, l'histoire qu'il raconte prend le contrepied du récit de Frank Melland ;
- à la fin des années 1950, la vallée du Zambèze fut inondée en vue de la construction d'un barrage. Le journaliste Ian Colvin prit alors une photographie de ce qui semblait être un ptérosaure, mais il s'avéra par la suite qu'il s'agissait d'un truquage.

## Les « cousins » du kongamato
Le kongamato est parfois comparé à d'autres volatiles mystérieux de la cryptozoologie :
- l'Olitiau, un animal nocturne qui vivrait dans les montagnes du sud du Cameroun. Quelques cryptozoologues pensent qu'il pourrait s'agir du même animal. Cependant, lorsqu'ils sont présentés comme deux animaux différents, l'olitiau est décrit comme une chauve-souris et le kongamato comme un ptérosaure.
- le Ropen, un prétendu ptérosaure qui vivrait en Nouvelle-Guinée et aurait la particularité d'être phosphorescent la nuit.

## Dans la culture populaire
Dans un épisode de la série documentaire intitulée Destination vérité, Joshua Gates et son équipe partent en Zambie à la recherche du kongamato.

Le Kongamato est un monstre ayant l'aspect d'un ptérodactyle dans le jeu Monster Sanctuary.